# Live at the Royal Albert Hall (Alter Bridge)
Live at the Royal Albert Hall è il quarto album dal vivo del gruppo musicale statunitense Alter Bridge, pubblicato il 7 settembre 2018 dalla Napalm Records.

## Descrizione
Contiene la registrazione dei due concerti tenuti dal gruppo presso la Royal Albert Hall di Londra, durante i quali sono stati accompagnati da un'orchestra di 52 elementi (la Parallax Orchestra) diretta da Simon Dobson, il quale ha contribuito ai nuovi arrangiamenti orchestrali dei brani.
Per l'occasione il gruppo ha eseguito anche brani raramente proposti dal vivo durante la loro carriera, come The End Is Here o Words Darker Than Their Wings, quest'ultimo tratto da AB III e mai suonato in precedenza.

## Tracce
Testi e musiche degli Alter Bridge.
CD 1
1. Slip to the Void – 5:18
2. Addicted to Pain – 4:24
3. Before Tomorrow Comes – 4:06
4. The Writing on the Wall – 4:44
5. Cry of Achilles – 6:56
6. In Loving Memory – 5:30
7. Fortress – 7:44
8. Ties That Bind – 3:53
9. The Other Side – 5:34
10. Brand New Start – 4:50
11. Ghost of Days Gone By – 4:28

CD 2
1. The Last Hero – 6:55
2. The End Is Here – 4:26
3. Words Darker Than Their Wings – 5:23
4. Waters Rising – 5:51
5. Lover – 5:19
6. Wonderful Life/Watch Over You – 7:09
7. This Side of Fate – 6:56
8. Broken Wings – 5:15
9. Blackbird – 9:16
10. Open Your Eyes – 6:38

DVD/BD
1. Intro
2. Slip to the Void
3. Addicted to Pain
4. Before Tomorrow Comes
5. Show Preparation/Interview
6. The Writing on the Wall
7. Cry of Achilles
8. In Loving Memory
9. Fortress
10. The First Rehearsal/Interview
11. Ties That Bind
12. The Other Side
13. Rehearsal Reactions
14. Brand New Start
15. Ghost of Days Gone By
16. Future Song Foundation/Interview
17. The Last Hero
18. The End Is Here
19. Rehearsal - WDTTW/Interview
20. Words Darker Than Their Wings
21. Waters Rising
22. Lover
23. Family/Interview
24. Wonderful Life/Watch Over You
25. This Side of Fate
26. Fans/Interview
27. Broken Wings
28. Blackbird
29. Open Your Eyes
30. End Titles/Credits

## Formazione
Alter Bridge
- Myles Kennedy – voce, chitarra, chitarra acustica (CD 2: traccia 6)
- Mark Tremonti – chitarra, voce
- Brian Marshall – basso
- Scott Phillips – batteria

Parallax Orchestra
- Simon Dobson – conduzione orchestra e direzione musicale, arrangiamenti orchestrali (eccetto dove indicato)
- Andrew Skeet – arrangiamenti orchestrali (In Loving Memory, Ghost of Days Gone By, The Last Hero, Words Darker Than Their Wings, Blackbird e Open Your Eyes)
- Nathan Klein – arrangiamenti orchestrali (In Loving Memory, Ghost of Days Gone By, The Last Hero, Words Darker Than Their Wings, Blackbird e Open Your Eyes)
- James Toll – primo violino
- Lucy McKay – primo violino
- Glesni Roberts – primo violino
- Daniella Meagher – primo violino
- Elena Abad – primo violino
- Will Newell – primo violino
- Claire Sledd – secondo violino
- Will Harvey – secondo violino, arrangiamenti orchestrali (The End Is Here, Waters Rising e Lover)
- Aura Fazio – secondo violino
- Olivia Holland – secondo violino
- Sophie Belinfante – secondo violino
- Katherine Sung – secondo violino
- Anisa Arslanagic – viola
- Elitsa Bogdanova – viola
- Jenny Ames – viola
- Sophia Rees – viola
- Raisa Zapryanova – viola
- Zami Jalil – viola
- Maddie Cutter – violoncello
- Bethan Lloyd – violoncello
- Fraser Bowles – violoncello
- David Kadumukasa – violoncello
- Alex Marshall – violoncello
- Klara Schumann – violoncello
- Alex Verster – contrabbasso
- Jess Ryan – contrabbasso
- Sam Kinrade – tromba
- Sarah Campbell – tromba
- Ross Anderson – trombone, trombone basso
- Jane Salmon – trombone, trombone basso
- Tom Kelly – tuba
- Tom Bettley – corno francese
- Sam Pearce – corno
- Laurie Truluck – corno
- Beth Highman-Edwards – percussioni, timpani
- Molly Lopresti – percussioni, percussioni assortite
- Alex Griffiths – ottavino
- Eleanor Tinlin – oboe
- Dan Hillman – clarinetto, sassofono baritono
- Tom Moss – fagotto, controfagotto

Produzione
- Brian Sperber – produzione musicale, missaggio
- Tim Roe – registrazione
- Brad Blackwood – mastering
- Dan Sturgess – regia, montaggio
- Tim Tournier – produzione esecutiva
- Ben Gazey – produzione associata

## Classifiche
| Classifica (2018)                 | Posizione massima |
| --------------------------------- | ----------------- |
| Austria                           | 14                |
| Belgio (Fiandre)                  | 92                |
| Belgio (Vallonia)                 | 78                |
| Germania                          | 17                |
| Paesi Bassi                       | 116               |
| Regno Unito                       | 18                |
| Regno Unito (rock & metal)        | 2                 |
| Stati Uniti (alternative)         | 22                |
| Stati Uniti (classical crossover) | 1                 |
| Stati Uniti (hard rock)           | 15                |
| Stati Uniti (rock & alternative)  | 48                |
| Svizzera                          | 27                |